# 蒍州
蒍州是唐代黔州都督府所屬的一個羈縻州。其轄地在今貴州一帶地方，是唐代招撫當地土著所設置的州縣，一般由其頭人任州官